# Deke Richards
Pour les articles homonymes, voir Richards.
Deke Richards, de son vrai nom Dennis Lussier, né le 8 avril 1944 à Los Angeles, en Californie, et mort le 24 mars 2013 à Bellingham, dans l’État de Washington, est un auteur-compositeur et un directeur artistique américain, notamment connu pour être le producteur des Jackson Five et l'un des plus grands artistes de la compagnie de disques américaine Motown.